# Barolong Seboni
Barolong Seboni, född 27 april 1957 i Kanye, är en poet och akademiker från Botswana. Förutom att vara poet och akademiker, är han också krönikör, radiopratare och kulturell aktivist.